# Throb
Throb  è una serie televisiva statunitense in 48 episodi trasmessi per la prima volta nel corso di 2 stagioni dal 1986 al 1988. In Italia andò in onda in prima visione su Rai 3 a partire dal 22 ottobre 1990 tutti i giorni da lunedì al venerdì alle 17:50 circa.

## Trama
È una sitcom incentrata sulle vicende di una trentenne divorziata, Sandy Beatty (Diana Canova), che ottiene un lavoro in una piccola casa discografica, la Throb. Il suo capo è Zach Armstrong. Beatty ha anche un figlio di 12 anni di nome Jeremy (interpretato prima da Paul Walker e poi da Sean de Veritch).

## Personaggi e interpreti
- Sandy Beatty (48 episodi, 1986-1988), interpretata da Diana Canova.
- Zachary Armstrong (48 episodi, 1986-1988), interpretato da Jonathan Prince.
- Meredith (48 episodi, 1986-1988), interpretata da Maryedith Burrell.
- Phil Gaines (48 episodi, 1986-1988), interpretato da Richard Cummings Jr..
- Prudence Anne 'Blue' Bartlett (48 episodi, 1986-1988), interpretata da Jane Leeves.

## Produzione
La serie, ideata da Fredi Towbin, fu prodotta da Procter & Gamble Productions Le musiche furono composte da Tena Clark.

### Registi
Tra i registi della serie sono accreditati:
- Phil Ramuno in 12 episodi (1986-1988)
- Gregory Lehane in 10 episodi (1987-1988)
- Linda Day in 6 episodi (1986)
- Barnet Kellman in 4 episodi (1986-1987)
- Renny Temple in 2 episodi (1986-1987)
- Tony Singletary in 2 episodi (1986)
- Stan Harris in 2 episodi (1987)
- Marc Gass in 2 episodi (1988)
- Joe Regalbuto in 2 episodi (1988)

### Sceneggiatori
Tra gli sceneggiatori della serie sono accreditati:
- Fredi Towbin in 16 episodi (1986-1988)
- Hollis Rich in 11 episodi (1986-1988)
- Michael Gordon in 6 episodi (1987-1988)
- Richard Marcus in 3 episodi (1986-1987)
- Andy Goldberg in 2 episodi (1986-1987)
- Diana Canova in 2 episodi (1987-1988)
- Laurie Newbound in 2 episodi (1987-1988)
- Jeffrey Duteil in 2 episodi (1987)
- Sue Herring

## Distribuzione
La serie fu trasmessa negli Stati Uniti dal 20 settembre 1986 al 21 maggio 1988 in syndication. In Italia è stata trasmessa su Rai 3 con il titolo Throb.
Alcune delle uscite internazionali sono state:
- negli Stati Uniti il 20 settembre 1986 (Throb)
- nel Regno Unito il 1988
- in Francia il 6 gennaio 1988 (Throb)
- in Italia dal 22 ottobre 1990 (Throb)

## Episodi
| Stagione         | Episodi | Prima TV USA | Prima TV Italia |
| ---------------- | ------- | ------------ | --------------- |
| Prima stagione   | 24      | 1986-1987    |                 |
| Seconda stagione | 24      | 1987-1988    |                 |